# Рунку (комуна, Горж)
Рунку (рум. Runcu) — комуна у повіті Горж в Румунії. До складу комуни входять такі села (дані про населення за 2002 рік):
- Билта (1248 осіб)
- Билтішоара (532 особи)
- Валя-Маре (940 осіб)
- Добріца (1256 осіб)
- Рекіць (340 осіб)
- Рунку (1128 осіб)
- Сусень (407 осіб)

Комуна розташована на відстані 245 км на захід від Бухареста, 14 км на північний захід від Тиргу-Жіу, 103 км на північний захід від Крайови.

## Населення
За даними перепису населення 2002 року у комуні проживала 5851 особа.
Національний склад населення комуни:
| Національність | Кількість осіб | Відсоток |
| -------------- | -------------- | -------- |
| румуни         | 5810           | 99,3%    |
| цигани         | 38             | 0,6%     |
| угорці         | 2              | < 0,1%   |
| українці       | 1              | < 0,1%   |

Рідною мовою назвали:
| Мова       | Кількість осіб | Відсоток |
| ---------- | -------------- | -------- |
| румунська  | 5849           | > 99,9%  |
| угорська   | 1              | < 0,1%   |
| українська | 1              | < 0,1%   |

Склад населення комуни за віросповіданням:
| Релігія        | Кількість осіб | Відсоток |
| -------------- | -------------- | -------- |
| православні    | 5715           | 97,7%    |
| адвентисти     | 91             | 1,6%     |
| п'ятдесятники  | 36             | 0,6%     |
| римо-католики  | 7              | 0,1%     |
| реформати      | 1              | < 0,1%   |
| греко-католики | 1              | < 0,1%   |

## Зовнішні посилання
- Дані про комуну Рунку на сайті Ghidul Primăriilor